# Великий маршалок коронний
Великий маршалок коронний (пол. Marszałek wielki koronny) — посадова особа найвищого рангу в Речі Посполитій, перший міністр у Короні Королівства Польського. Мав повноваження аналогічні сучасному міністру внутрішніх справ — наглядав за порядком та етикетом при дворі короля, забезпечував безпеку короля, виконував поліцейську і судову владу в столиці та королівській резиденції. Він був одним з п'яти членів Сенату (великий маршалок коронний, надвірній маршалок коронний, великий канцлер коронний, підканцлер та великий підскарбій коронний), тобто центрального уряду державних службовців, ще з часів Казимира Великого. Маршалок великий коронний був найважливішим серед них. Під час відсутності Великого маршалка коронного його обов'язки виконував Надвірній маршалок коронний (пол. Marszałek nadworny koronny).

## Обов'язки
Виконував обов'язки господаря королівської резиденції, забезпечував прийом послів, допускав до аудієнції послів, займався влаштуванням побуту депутатів сейму та інших осіб, які прибули до короля. Керував роботою Елекційних сейму, оголошував ім'я обраного короля. Стежив за порядком під час роботи вального сейму. Засідав в каптуровом суді.
Виконував судову владу сам або через заступника — Маршалківського суддю. Маршалківський суд (пол. Marszalkowski sąd) був заснований сеймовою постановою 1776 року. До складу Маршалківського суду входили чотири сенатора і чотири інших сановники (коронні або литовські). Під його юрисдикцією перебували всі справи, що стосувалися порушення правопорядку й тиші у столиці Королівства Польського (міг засуджувати до грошових штрафів, тюремного ув'язнення, страти) Для забезпечення королівської безпеки і приведення наказів у виконання мав збройну силу — солдат «угорців». Постанови Маршалківського суду оскарженню не підлягали.

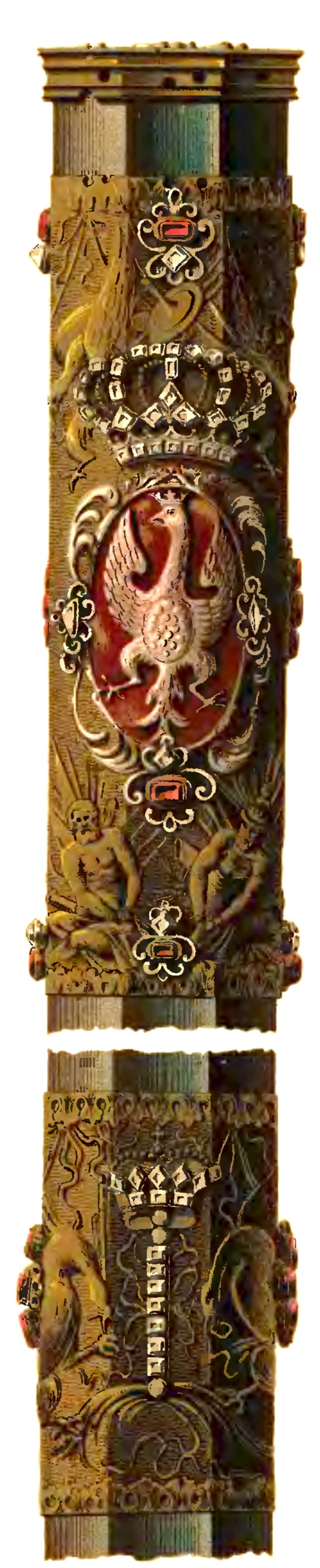
Жезл великого маршалка коронного з часів Ян Собеський.

 Ознакою влади маршалка була велика палиця (жезл, скіпетр), яку він урочисто завжди носив перед королем, коли останній відвідував службу в костелі, ходив на засідання Посольської Ізби, до реляційних судів чи під час інших публічних виступів. За відсутності маршалків великого та надвірного, жезл перед королем носив канцлер або маршалок примаса.
Король Станіслав-Август, звільнивши маршалка великого коронного від обов'язків по управлінню двором, зберіг за ними Маршалківську юрисдикцію. Коли король перебував у Польщі, в суді головував великий маршалок коронний, а під час перебування короля в Литві — великий маршалок литовський, але під час сейму у всякому разі головував великий маршалок коронний.

## Список Великих маршалків коронних[5]
- Пелка Кошцєлецький (1358-1368)
- Ян Колчек із Закшува (1369-1374)
- Пшедбор із Бжезя (1375-1378)
- Ян з Тарнова (1379)
- Пшедбор із Бжезя (1381-1387)
- Міколай із Боґорії (1387-1388)
- Дмитро з Горая (1388-1399)
- Збіґнєв з Бжезя (1399-1425)
- Вавжинець Заремба з Калінової (1426-1430)
- Ян Ґловач-Олешніцький (1430-1440)
- Миколай Лянцкоронський з Бжезя (1440-1462)
- Ян Ритвянський (1462-1477)
- Рафал Якуб Ярославський (1477-1492)
- Пйотр Кміта (1493-1505)
- Станіслав Ходецький (1505-1529)
- Пйотр Кміта Собенський (1529-1553)
- Ян Мелецький (1555-1561)
- Ян Фірлей (1563-1574)
- Анджей Опалінський (1574-1593)
- Станіслав Пшиємський  (1593-1595)
- Миколай Зебжидовський (1596-1600)
- Зигмунт Мишковський (1603-1615)
- Миколай Вольський (1616-1630)
- Лукаш Опалінський (1630-1649)
- Єжи Себастьян Любомирський (1650-1664)
- Ян Собеський (1665-1674)
- Станіслав Іраклій Любомирський (1676-1702)
- Юзеф Кароль Любомирський (1702)
- Казімєж Людвік Бєлінський (1702-1713)
- Юзеф Вандалін Мнішек (1713-1742)
- Францішек Бєлінський (1742-1766)
- Станіслав Любомирський (1766-1783)
- Міхал Єжи Вандалін Мнішек (1783-1793)
- Фридерик Юзеф Мошинський (1793-1795)

## Інші маршалки
- Маршалок двірський — те саме, що міністр королівського двору;
- Маршалок Сейму — голова Сейму Речі Посполитої;
- Маршалок трибунальський — голова Головного литовського трибуналу;
- Маршалок шляхти (губернський та повітовий) — губернський, повітовий очільник шляхти.